# Saint-Symphorien-de-Lay
Saint-Symphorien-de-Lay és un municipi francès situat al departament del Loira i a la regió d'Alvèrnia-Roine-Alps. L'any 2007 tenia 1.669 habitants.

## Demografia

### Població
El 2007 la població de fet de Saint-Symphorien-de-Lay era de 1.669 persones. Hi havia 628 famílies de les quals 172 eren unipersonals (68 homes vivint sols i 104 dones vivint soles), 184 parelles sense fills, 236 parelles amb fills i 36 famílies monoparentals amb fills.
La població ha evolucionat segons el següent gràfic:
Habitants censats

### Habitatges
El 2007 hi havia 745 habitatges, 642 eren l'habitatge principal de la família, 49 eren segones residències i 55 estaven desocupats. 597 eren cases i 146 eren apartaments. Dels 642 habitatges principals, 429 estaven ocupats pels seus propietaris, 189 estaven llogats i ocupats pels llogaters i 24 estaven cedits a títol gratuït; 3 tenien una cambra, 44 en tenien dues, 96 en tenien tres, 191 en tenien quatre i 308 en tenien cinc o més. 464 habitatges disposaven pel capbaix d'una plaça de pàrquing. A 285 habitatges hi havia un automòbil i a 280 n'hi havia dos o més.

### Piràmide de població
La piràmide de població per edats i sexe el 2009 era:
| Homes | Edats   | Dones |
| ----- | ------- | ----- |
| 0     | 95 o +  | 16    |
| 12    | 90 a 94 | 24    |
| 16    | 85 a 89 | 28    |
| 4     | 80 a 84 | 16    |
| 36    | 75 a 79 | 32    |
| 48    | 70 a 74 | 64    |
| 28    | 65 a 69 | 64    |
| 32    | 60 a 64 | 24    |
| 28    | 55 a 59 | 28    |
| 56    | 50 a 54 | 56    |
| 52    | 45 a 49 | 36    |
| 52    | 40 a 44 | 36    |
| 32    | 35 a 39 | 64    |
| 48    | 30 a 34 | 28    |
| 44    | 25 a 29 | 28    |
| 44    | 20 a 24 | 24    |
| 28    | 15 a 19 | 64    |
| 40    | 10 a 14 | 56    |
| 36    | 5 a 9   | 52    |
| 40    | 0 a 4   | 20    |

## Economia
El 2007 la població en edat de treballar era de 953 persones, 722 eren actives i 231 eren inactives. De les 722 persones actives 666 estaven ocupades (362 homes i 304 dones) i 56 estaven aturades (22 homes i 34 dones). De les 231 persones inactives 84 estaven jubilades, 70 estaven estudiant i 77 estaven classificades com a «altres inactius».

### Ingressos
El 2009 a Saint-Symphorien-de-Lay hi havia 696 unitats fiscals que integraven 1.758,5 persones, la mediana anual d'ingressos fiscals per persona era de 16.334 €.

### Activitats econòmiques
Dels 105 establiments que hi havia el 2007, 1 era d'una empresa extractiva, 7 d'empreses alimentàries, 1 d'una empresa de fabricació de material elèctric, 7 d'empreses de fabricació d'altres productes industrials, 16 d'empreses de construcció, 15 d'empreses de comerç i reparació d'automòbils, 6 d'empreses de transport, 6 d'empreses d'hostatgeria i restauració, 6 d'empreses financeres, 8 d'empreses immobiliàries, 9 d'empreses de serveis, 14 d'entitats de l'administració pública i 9 d'empreses classificades com a «altres activitats de serveis».
Dels 38 establiments de servei als particulars que hi havia el 2009, 1 era una oficina d'administració d'Hisenda pública, 1 gendarmeria, 1 oficina de correu, 2 oficines bancàries, 2 funeràries, 2 tallers de reparació d'automòbils i de material agrícola, 1 autoescola, 4 paletes, 2 guixaires pintors, 3 fusteries, 1 lampisteria, 2 electricistes, 1 empresa de construcció, 3 perruqueries, 3 veterinaris, 1 agència de treball temporal, 2 restaurants, 3 agències immobiliàries i 3 salons de bellesa.
Dels 8 establiments comercials que hi havia el 2009, 1 era una botiga de més de 120 m², 1 una botiga de menys de 120 m², 2 fleques, 1 una carnisseria, 1 una llibreria, 1 una botiga de roba i 1 una floristeria.
L'any 2000 a Saint-Symphorien-de-Lay hi havia 43 explotacions agrícoles que ocupaven un total de 2.048 hectàrees.

## Equipaments sanitaris i escolars
El 2009 hi havia 1 farmàcia i 1 ambulància.
El 2009 hi havia 2 escoles elementals.

## Poblacions més properes
El següent diagrama mostra les poblacions més properes.